# Steven Pienaar
Pour les articles homonymes, voir Pienaar.
Steven Pienaar, né le 17 mars 1982 à Johannesbourg, est un footballeur international sud-africain jouant au poste de milieu de terrain entre 1999 et 2018.

## Biographie

### Parcours en club

#### Un produit de la filière internationale de l'Ajax
Pienaar commence sa carrière à l'Ajax Amsterdam et tient une place dans une des équipes les plus offensives de la décennie, autour de Rafael van der Vaart, Andy van der Meyde, Hatem Trabelsi et Zlatan Ibrahimović.

#### Un joueur prometteur en Bundesliga puis en Premier League
En janvier 2006, le Borussia Dortmund annonce avoir fait signer le joueur pour trois ans. Considéré comme le successeur de Tomáš Rosický, parti à Arsenal, le maillot de Pienaar se voit floqué du numéro 10, laissé vacant par le joueur tchèque.
Cependant, le 20 juillet 2007, il est prêté à Everton pour la saison 2007-2008. Pienaar obtient un permis de travail le 24 du même mois et espère écrire dans le Championnat d'Angleterre une nouvelle page de sa carrière.  Après une première saison convenable en Premier League, Pienaar signe définitivement à Everton. Il réalise une bonne saison 2009-2010 et attise les convoitises de nombreux clubs.
Le 18 janvier 2011, il signe un contrat de quatre ans en faveur de Tottenham Hotspur, la transaction étant estimée à six millions d'euros. Un an plus tard, il est prêté jusqu'à la fin de la saison 2011-2012 à l'Everton FC. Il participe à 14 matchs et marque 4 buts avant de réintégrer l'effectif des Spurs.
Le 31 juillet 2012, le joueur sud-africain signe un contrat de quatre ans à Everton.
Le 19 août 2016, Pienaar s'engage pour une saison avec Sunderland AFC. Il prend part à 17 matchs toutes compétitions confondues avant d'être libéré par les Black Cats en juin 2017.

#### Retour en Afrique du Sud et fin de carrière
Le 5 juillet 2017, il retrouve l'Afrique du Sud en s'engageant avec Bidvest Wits. Il dispute onze matchs avant de rompre son contrat avec le club sud-africain début janvier 2018. Le 28 février 2018, Steven Pienaar annonce qu'il met un terme à sa carrière professionnelle.

### Parcours en sélection
Le 2 octobre 2012 suivant, Pienaar annonce qu'il met un terme à sa carrière internationale.

## Palmarès
Ajax Amsterdam
- Champion des Pays-Bas en 2002 et 2004
- Vainqueur de la Coupe des Pays-Bas en 2002 et 2006
- Vainqueur de la Supercoupe des Pays-Bas en 2002 et 2006
- Vice-champion des Pays-Bas en 2003 et 2005
- Finaliste de la Supercoupe des Pays-Bas en 2004

 Everton FC
- Finaliste de la Coupe d'Angleterre en 2009

 Bidvest Wits
- Vainqueur de la Telkom Knockout en 2017